# Крындинское сельское поселение
Крындинское се́льское поселе́ние — муниципальное образование в Агрызском районе Татарстана Российской Федерации.
Административный центр — село Крынды.

## История
Статус и границы сельского поселения установлены Законом Республики Татарстан от 31 января 2005 года № 14-ЗРТ «Об установлении границ территорий и статусе муниципального образования "Агрызский муниципальный район" и муниципальных образований в его составе».

## Население
| 2010 | 2011 | 2012 | 2013 | 2014 | 2015 | 2016 |
| ---- | ---- | ---- | ---- | ---- | ---- | ---- |
| 808  | ↘806 | ↘783 | ↘773 | ↘759 | ↘755 | ↘746 |
| 2017 | 2018 | 2019 | 2020 |      |      |      |
| ↘739 | ↗741 | ↘739 | ↘718 |      |      |      |

## Состав сельского поселения
| № | Населённый пункт | Тип населённого пункта       | Население |
| - | ---------------- | ---------------------------- | --------- |
| 1 | Еленовский       | посёлок                      |           |
| 2 | Крынды           | село, административный центр |           |
| 3 | Тукай            | посёлок                      |           |
| 4 | Хороший Ключ     | деревня                      |           |